# Ранчо Крік (Беліз)
Ранчо Крік (англ. Lopez Creek) — річка в окрузі Ориндж-Волк (Беліз). Довжина до 10 км. Свої води несе поміж заболочених лісів-джунглів середини Белізу.
Протікає незаселеною територією округу Ориндж-Волк, неподалік Санта Марта (Santa Martha). Річище неглибоке з невисокими берегами, в'ється поміж десятків тропічних озер-боліт і губиться в одному з них.